# Ragazzo negro
Ragazzo negro è un memoriale dello scrittore statunitense Richard Wright, incentrato sulla sua educazione. Narra dettagliatamente la sua gioventù nel Sud degli Stati Uniti, tra Mississippi, Arkansas e Tennessee, e il suo successivo trasferimento a Chicago, dove inizia la sua carriera letteraria e collabora con il Partito Comunista Americano. 
A causa del resoconto cupo delle relazioni interrazziali, è stato spesso al centro di controversie negli Stati Uniti.

## Trama
Richard Wright narra la propria vita dai sei ai ventuno anni (1914-1927). Richard vive coi genitori e il fratellino in una cittadina del Sud degli Stati Uniti d'America quando involontariamente dà fuoco alla casa, fatto che dà origine a una lunga serie di trasferimenti. In seguito il padre abbandona la famiglia e la madre si ammala gravemente; la famiglia è costretta così a dividersi.
Richard lotta contro la miseria faticando ogni tipo di mestiere. Incontra sempre l'ostilità e la violenza dei bianchi, contro cui dimostra la propria fierezza. La speranza gli viene dalla cultura: anche se i libri sono proibiti ai neri, si appassiona alla letteratura e grazie ad essa prende coscienza della propria dignità e riesce a trasformare la propria rabbia nella determinazione di diventare un uomo maturo.
Ragazzo negro è un romanzo fortemente autobiografico: e, parlando di sé, Wright descrive la condizione di un'intera generazione di ragazzi neri in un sistema profondamente iniquo. 
Per Cesare Pavese è "uno di quei libri che temprano le coscienze". 

## Edizioni
- Ragazzo negro, traduzione di Bruno Fonzi, Collana Politecnico Biblioteca n.9, Torino, Giulio Einaudi Editore, 5 marzo 1947.
- Ragazzo negro, traduzione di Bruno Fonzi, Collana I Coralli n.6, Torino, Einaudi, 1948. - Postfazione di Alessandro Portelli, Collana ET Scrittori, Einaudi, 1994; Introduzione di Cesare Pavese, Einaudi, 2014.